# Кістки (роман)
Кістки (пол. Ości) — роман Ігнація Карповича, виданий у 2013 році. Роман був фіналістом літературної премії Nike у 2014 і отримав відзнаку читачів у рамках цієї премії.

## Зміст
Роман описує перипетії групи людей, яких пов'язують дивні стосунки. Молодий, суперечливий шлюб між Маєю та Шимоном — вона нервова і невротична, він — раціоналіст. Обоє перебувають у позашлюбному романі, який не намагаються приховувати один від одного. Є також гей-пара — Анджей, трохи старомодний, який цінує приватність свого будинку, і його партнер Кшиш, в якого багато років закоханий Норберт. Але він перебуває в моногамних стосунках з в'єтнамцем Куаном, бізнесменом, який ночами виступає в ролі драг-квін, чоловіком Марі, яка намагається не розголошувати його таємницю. Водночас у Норберта починається роман з Нінель Чечот, шістдесятирічною феміністкою і соціологом. Різмаїття ниток і персонажів створює фрагментований сюжет, у якому всі герої співіснують надзвичайно гармонійно. Вони вступають у неоднозначні відносини один з одним, намагаючись створити зв'язки і побудувати відносини, які впливають на їхнє життя і постійно його ускладнюють. За словами Пшемислава Чаплінського, це: один із найцікавіших творів про сім'ю, які я читав у польській літературі за останні десяток років. Письменник показав сім'ю в русі- як динамічне сузір'я, що поповнює нових членів.